# Bernabe Villacampo
Bernabe Villacampo (Toledo (Cebu), 11 giugno 1943) è un ex pugile filippino, avversario di Fernando Atzori e campione mondiale WBA dei pesi mosca tra il 1969 e il 1970.

## Carriera
Mancino, il 10 novembre 1968 affrontò il thailandese Chartchai Chionoi, campione mondiale lineare dei pesi mosca, in un match riconosciuto valido per il titolo anche dalla WBC. Perse ai punti in quindici riprese.
A Manila, il 18 gennaio 1969, affrontò il campione d’Europa Fernando Atzori in un match valevole come semifinale mondiale per la WBA. L'italiano fu contato alla prima ripresa e piegò il ginocchio nel corso della quinta; poi preferì non ripresentarsi al centro del ring al suono della settima campana per un infortunio al braccio destro. Il verdetto ufficiale fu di knock-out tecnico in favore di Villacampo.
Il 19 ottobre dello stesso anno, a Osaka, Villacampo conquistò la cintura mondiale WBA battendo ai punti il nuovo campione Hiroyuki Ebihara, per decisione unanime.
Il 14 dicembre 1969, perse ai punti in 10 riprese, di stretta misura, dall’astro nascente Masao Ohba in un match senza titolo in palio. 
Perse il titolo alla prima difesa, il 5 aprile 1970 a Bangkok, contro il pugile thailandese Berkrerk Chartvanchai ai punti in quindici round, con verdetto contrastato. Chartvanchai combatté principalmente in difesa, colpendo di rimessa in una battaglia corpo a corpo.  All'ottavo round riuscì ad aprire una ferita sopra l'occhio dell’avversario che infastidì Villacampo per tutto il resto dell'incontro .
Il 21 dicembre 1970 il filippino affrontò il venezuelano Betulio González in un match eliminatorio per la conquista del titolo mondiale WBA ma fu sconfitto ancora ai punti con verdetto contrastato. Passato alla superiore categoria dei pesi gallo fu messo KO al 2º round, il 31 gennaio 1976, dal futuro campione del mondo dei pesi superpiuma Rolando Navarrete. Combatté ancora sino al 24 novembre 1979 quando fu messo KO dal connazionale Danilo Inocian e si ritirò dalla boxe.